# Dirty Blues
Dirty Blues (schmutziger oder unanständiger Blues) bezeichnet Bluessongs, deren Texte sich mit gesellschaftlich tabuisierten Themen befassen und häufig sexuelle Handlungen und Drogenkonsum thematisieren. Da diese Songs oft von den Radiostationen nicht ausgestrahlt wurden, waren sie meist nur mittels Jukebox oder live zu hören. Besonders populär war der Dirty Blues in den Jahren vor dem Zweiten Weltkrieg, hatte aber ein Revival Anfang der 1950er Jahre.
Viele dieser Songs benutzten Wortspiele, Andeutungen, Doppeldeutigkeiten und Slangbegriffe. Ein Beispiel ist Lil Johnsons Song Press My Button (Ring My Bell) (1938), in dem es heißt: „Come on baby, let’s have some fun / Just put your hot dog in my bun“ (Komm schon, Baby, lass uns ein wenig Spaß haben / steck einfach deinen Hot Dog in meine Semmel). Manche dieser Lieder waren jedoch sehr explizit und wurden eher selten auf Schallplatte aufgenommen; ein seltenes Beispiel für eine solche Aufnahme ist Lucille Bogans obszöne Version des Songs Shave ‛Em Dry (1935).
Zu den bekannteren Musikern, die Dirty Blues aufnahmen, gehören Bo Carter, Bull Moose Jackson, die Harlem Hamfats, Wynonie Harris und Hank Ballard & The Midnighters.
Kompilationsalben mit Dirty Blues sind zum Beispiel The Copulatin’ Blues (Stash Records 1976; neu aufgelegt von Mojo Records 1996), Them Dirty Blues (Jass Records 1989) und You Got to Give Me Some of It: 55 Risqué Blues and R&B Classics 1928–1954 (Jasmine Records 2015).

## Dirty Blues Songs (Auswahl)
| Jahr | Titel                          | Künstler                  | Quellen       |
| ---- | ------------------------------ | ------------------------- | ------------- |
| 1924 | See See Rider                  | Ma Rainey                 | [ 8 ] [ 9 ]   |
| 1928 | It’s Tight Like That           | Tampa Red and Georgia Tom | [ 10 ]        |
| 1930 | Please Warm My Weiner          | Bo Carter                 | [ 11 ] [ 12 ] |
| 1931 | My Girl’s Pussy                | Harry Roy                 | [ 13 ]        |
| 1931 | Need a Little Sugar in My Bowl | Bessie Smith              | [ 14 ]        |
| 1932 | I Crave Your Lovin’ Every Day  | Ora Alexander             | [ 15 ]        |
| 1935 | Press My Button (Ring My Bell) | Lil Johnson               | [ 2 ]         |
| 1935 | Shave ‛Em Dry                  | Lucille Bogan             | [ 3 ]         |
| 1937 | They’re Red Hot                | Robert Johnson            | [ 16 ]        |
| 1941 | Crosscut Saw                   | Tommy McClennan           | [ 17 ]        |
| 1950 | I Like My Baby’s Pudding       | Wynonie Harris            | [ 18 ]        |
| 1953 | Laundromat Blues               | The "5" Royales           | [ 19 ]        |
| 1954 | Shake, Rattle and Roll         | Big Joe Turner            | [ 20 ]        |
| 1954 | Big Long Slidin’ Thing         | Dinah Washington          | [ 18 ]        |
| 1954 | Rotten Cocksuckers’ Ball       | The Clovers               | [ 18 ]        |